# 1288 dans les croisades
- Mamelouks :        Al-Mansûr Sayf ad-Dîn Qala'ûn al-Alfi

Cette page regroupe les évènements concernant les Croisades qui sont survenus en 1288 :
- 18 juin : Alix de Bretagne, veuve de Jean de Châtillon, comte de Blois, débarque à Acre à la tête d'un détachement[1].
- Lucie, comtesse de Tripoli, est détrônée. Les habitants de Tripoli se constituent en commune autonome sous le protectorat génois[2].